# Enicospilus cubensis
Enicospilus cubensis är en stekelart som först beskrevs av Norton 1863.  Enicospilus cubensis ingår i släktet Enicospilus och familjen brokparasitsteklar. Inga underarter finns listade i Catalogue of Life.